# Coprinus comatus var. ovatus

## Cappello
da chiuso ovoidale, quasi rotondo, cuticola fibrosa, biancastra; da adulto campanulato e deliquescente di nero inchiostro.

## Lamelle
fittissime, bianche, quasi compresse, deliquescenti di nero inchiostro.

## Gambo
duro, cilindrico e bulboso, cavo e liscio.

## Anello
bianco, fragile, si colora di nero con la deliquescenza del cappello.

## Carne
non appariscente, bianca, deliquescente.
- Odore: nullo
- Sapore: gradevole

## Habitat
fine estate-autunno, nei prati, terreni coltivati, margini delle strade di bosco e di campagna. Non comune.

## Commestibilità
Ottimo commestibile da giovane, quando il fungo è immaturo e freschissimo. È consigliato infatti sbrigarsi alla raccolta di coprini, nel giro di non molto tempo si liquefanno.
Da adulto e se consumato con alcool (anche da giovane) può causare disturbi cutanei.
Guarda Coprinus comatus